# Nick Phipps
Nicholas James Phipps, detto Nick (Sydney, 9 gennaio 1989), è un rugbista a 15 australiano, mediano di mischia dei London Irish dal 2019.

## Biografia
Studente all'Università di Sydney, vinse con la squadra di rugby dell'ateneo il campionato riserve del 2009; un anno più tardi, senza ancora esperienze professionistiche alle spalle, fu ingaggiato dalla neonata franchise di Super Rugby dei Melbourne Rebels, con la quale esordì nel campionato SANZAR nel 2011.
Al termine della sua prima stagione fu proclamato miglior giocatore del club e convocato dal C.T. degli Wallabies Robbie Deans dopo solo 16 incontri professionistici (e nessuna presenza in prima squadra dell'Università di Sydney, suo club d'origine).
Esordì quindi nel luglio 2011 contro Samoa a Sydney in un test match di preparazione al Tri Nations e alla Coppa del Mondo di rugby 2011; prese poi parte a entrambe le competizioni con un match a testa, vincendo la prima e giungendo terzo assoluto nella seconda; prese quindi parte al Championship 2012, in cui disputò gli ultimi 4 incontri.
Ad aprile 2013 Phipps firmò un accordo biennale con la franchise di Sydney degli Waratahs a partire dalla stagione successiva; al primo anno nella sua nuova squadra si laureò campione del Super Rugby, che coincise anche con la prima conquista assoluta del titolo da parte della formazione australiana; del dicembre 2014 è il prolungamento dell'impegno a giocare in patria ed essere disponibile per la Nazionale fino a tutto il 2017.
Nel 2015 fece parte della squadra australiana che vinse il Championship (anche se nell'incontro decisivo contro la Nuova Zelanda fu ammonito e dovette lasciare il campo per 10 minuti) e successivamente fu convocato alla Coppa del Mondo di rugby 2015 in Inghilterra in cui giunse fino alla finale, poi persa contro gli All Blacks.

## Palmarès
- Super Rugby: 1
Waratahs: 2014